# Peter Popovic
Peter Popovic (né le 10 février 1968 à Köping en Suède) est un ancien défenseur suédois professionnel de hockey sur glace.

## Carrière
Il a joué pour les Canadiens de Montréal, les Rangers de New York, les Penguins de Pittsburgh et les Bruins de Boston de la Ligue nationale de hockey (LNH), et pour le VIK Västerås HK et Södertälje SK de l'Elitserien.
Au niveau international, il a participé avec l'équipe de Suède au championnat du monde en 1993 et à la Coupe du monde de hockey 1996.
Il a remporté en 1996 le trophée Jacques Beauchamp, remis par l'organisation du Canadien au joueur ayant joué un rôle déterminant dans les succès de l'équipe.
Il est entraîneur adjoint pour l'équipe nationale de Suède lors des jeux olympiques de Pyeongchang.

## Statistiques
| Saison     | Équipe                 | Ligue       |     | Saison régulière | Saison régulière | Saison régulière | Saison régulière | Saison régulière |    | Séries éliminatoires | Séries éliminatoires | Séries éliminatoires | Séries éliminatoires | Séries éliminatoires |
| Saison     | Équipe                 | Ligue       | PJ  | B                | A                | Pts              | Pun              | PJ               | B  | A                    | Pts                  | Pun                  |                      |                      |
| 1988-1989  | Vasteras IK            | Elitserien  | 22  | 1                | 4                | 5                | 32               |                  |    |                      |                      |                      |                      |                      |
| 1989-1990  | Vasteras IK            | Elitserien  | 30  | 2                | 10               | 12               | 24               | 2                | 0  | 1                    | 1                    | 2                    |                      |                      |
| 1990-1991  | Vasteras IK            | Elitserien  | 40  | 3                | 2                | 5                | 62               |                  |    |                      |                      |                      |                      |                      |
| 1991-1992  | Vasteras IK            | Elitserien  | 34  | 7                | 10               | 17               | 30               |                  |    |                      |                      |                      |                      |                      |
| 1992-1993  | Vasteras IK            | Elitserien  | 39  | 6                | 12               | 18               | 46               |                  |    |                      |                      |                      |                      |                      |
| 1993-1994  | Canadiens de Montréal  | LNH         | 47  | 2                | 12               | 14               | 26               | 6                | 0  | 1                    | 1                    | 0                    |                      |                      |
| 1994-1995  | Vasteras IK            | Elitserien  | 11  | 0                | 3                | 3                | 10               | --               | -- | --                   | --                   | --                   |                      |                      |
| 1994-1995  | Canadiens de Montréal  | LNH         | 33  | 0                | 5                | 5                | 8                | --               | -- | --                   | --                   | --                   |                      |                      |
| 1995-1996  | Canadiens de Montréal  | LNH         | 76  | 2                | 12               | 14               | 69               | 6                | 0  | 2                    | 2                    | 4                    |                      |                      |
| 1996-1997  | Canadiens de Montréal  | LNH         | 78  | 1                | 13               | 14               | 32               | 3                | 0  | 0                    | 0                    | 2                    |                      |                      |
| 1997-1998  | Canadiens de Montréal  | LNH         | 69  | 2                | 6                | 8                | 38               | 10               | 1  | 1                    | 2                    | 2                    |                      |                      |
| 1998-1999  | Rangers de New York    | LNH         | 68  | 1                | 4                | 5                | 40               | --               | -- | --                   | --                   | --                   |                      |                      |
| 1999-2000  | Penguins de Pittsburgh | LNH         | 54  | 1                | 5                | 6                | 30               | 10               | 0  | 0                    | 0                    | 10                   |                      |                      |
| 2000-2001  | Bruins de Boston       | LNH         | 60  | 1                | 6                | 7                | 48               | --               | -- | --                   | --                   | --                   |                      |                      |
| 2001-2002  | Södertälje SK          | Elitserien  | 50  | 3                | 18               | 21               | 52               | --               | -- | --                   | --                   | --                   |                      |                      |
| 2002-2003  | Södertälje SK          | Elitserien  | 50  | 3                | 9                | 12               | 52               | --               | -- | --                   | --                   | --                   |                      |                      |
| 2003-2004  | Södertälje SK          | Elitserien  | 49  | 1                | 9                | 10               | 61               | --               | -- | --                   | --                   | --                   |                      |                      |
| 2004-2005  | Södertälje SK          | Elitserien  | 36  | 1                | 4                | 5                | 34               | 10               | 0  | 0                    | 0                    | 8                    |                      |                      |
| 2005-2006  | Vasteras IK            | Allsvenskan | 34  | 3                | 8                | 11               | 34               |                  |    |                      |                      |                      |                      |                      |
| Totaux LNH | Totaux LNH             | Totaux LNH  | 485 | 10               | 63               | 73               | 291              | 35               | 1  | 4                    | 5                    | 18                   |                      |                      |